# Homestead Challenger 2004
L'Homestead Challenger 2004 è stato un torneo di tennis facente parte della categoria ATP Challenger Series nell'ambito dell'ATP Challenger Series 2004. Il torneo si è giocato a Homestead negli Stati Uniti dal 1 al 7 novembre 2004 su campi in cemento.

## Vincitori

### Singolare
Răzvan Sabău ha battuto in finale  Wesley Moodie con il punteggio di 5–7, 6–2, 7–5

### Doppio
Gabriel Trifu /  Glenn Weiner hanno battuto in finale  Huntley Montgomery /  Tripp Phillips con il punteggio di 5–7, 7–5, 6–2